# Žalec
Žalec es una localidad situada en el noreste de Eslovenia, centro económico y administrativo del municipio que lleva el mismo nombre. La ciudad está situada en el valle de Savinja y es considerada como ciudad desde 1964. Al final del siglo XIX, Žalec fue nombrado el centro esloveno de la producción de lúpulo. La artesanía, el comercio y la metalurgia son unas de las más importantes actividades económicas que destacan en esta ciudad.

## Historia
El área de Žalec fue habitada desde hace mucho tiempo. En la Edad Media Žalec está mencionado por primera vez en el año 1182 como Sachsenfeld, más tarde en el año 1256 lo nombraron por primera vez con un nombre esloveno y en el mismo año se empieza a hablar sobre Žalec como una plaza más grande. La evolución de Žalec a plaza estuvo interrumpida parcialmente por las invasiones de los turcos que invadieron las tierras en la cercanía del valle de Savinja, especialmente entre los años 1471 y 1480 cuando la plaza fue saqueada y quemada completamente.
Unos años después los habitantes de Žalec decidieron edificar unas murallas alrededor de la iglesia parroquial. En el siglo XVI Žalec fue una parada muy fuerte de los protestantes que desgraciadamente debido a la oposición del príncipe no pudieron construir su iglesia propia en la plaza y por eso fueron obligados a trasladarse a Govče, un pueblo en la cercanía. El mayor accidente que ocurrió a Žalec tuvo lugar en el año 1761 cuando la mayoría de las casas fue quemada completamante porque las casas eran hechas de madera y con techos de paja. Žalec comenzó su desarrollo muy exitoso y rápido al evolucionar la producción de lúpulo que todavía hoy día representa el centro de la actividad comercial de la ciudad con un almacén impresionante Hmezad y el Instituto de la Investigación de Lúpulo y Cerveza. Entre ambas guerras mundiales la actividad económica de la ciudad aumentó, gracias al lúpulo que permitió a Žalec y su comarca un decente desarrollo económico. Después del año 1945, el papel de Žalec siguió fortaleciendo. La ciudad se convirtió en el centro económico, cultural y político del Valle bajo de Savinja.

## Monumentos

### La casa de Savin
La casa de Savin, también llamada Finca de Širc, fue construida en el año 1669 y fue la casa donde nació un compositor famoso esloveno Friderik Širca – Risto Savin. Actualmente se pueden encontrar en la casa cuarto dedicado a Risto Savin, galería de Dore Klemenčič Maja, salón de arte, galería de los pintores de Savinjska y el centro turístico informativo de Žalec.

### La herrería de Zotel
La herrería de Zotel está situada en el casco antiguo de la ciudad y tiene su origen en la primera mitad del siglo XVI. En el inicio el edificio sirvió como un oratorio protestante, luego en el siglo XVIII se podía encontrar un hospital ahí. Hoy en día el visitante puede encontrar en el edificio los productos y métodos usados en la herrería.

### El eco-museo de la producción de lúpulo y cerveza
El eco-museo de la producción de lúpulo y cerveza es uno de los grandes museos de este tipo en Eslovenia donde el visitante puede disfrutar en la demostración del desarrollo del cultivo de lúpulo.

### El Instituto de la Investigación de Lúpulo y Cerveza
En el Instituto de la Investigación de Lúpulo y Cerveza el visitante puede ver más de 300 diferentes plantas medicinales y aromáticas, centro de jardín con varias técnicas de riego, laboratorio de genética molecular y micro-cervecería con una sala de degustación de cerveza. 

### La torre defensiva
La torre defensiva con techo cónico se encuentra junto a la iglesia con una parte de las murallas antiguas que se han conservado hasta ahora. En la actualidad podemos encontrar en las murallas una descendiente de la vid más antigua del mundo y en el sótano está una bodega pequeña donde se pueden degustar los mejores vinos de los productores de la región de Savinjska.